# Těmice (ort i Tjeckien, Vysočina)
Těmice är en ort i Tjeckien.   Den ligger i regionen Vysočina, i den centrala delen av landet, 90 km sydost om huvudstaden Prag. Těmice ligger 629 meter över havet och antalet invånare är 398.
Terrängen runt Těmice är platt. Runt Těmice är det ganska glesbefolkat, med 45 invånare per kvadratkilometer. Närmaste större samhälle är Pelhřimov, 14,7 km nordost om Těmice. Omgivningarna runt Těmice är en mosaik av jordbruksmark och naturlig växtlighet.